# Pleun Strik
Pleun Strik (27. května 1944, Rotterdam – 14. července 2022) byl nizozemský fotbalista, obránce. Zemřel 14. července 2022 ve věku 78 let na rakovinu.

## Fotbalová kariéra
V nizozemské lize hrál za Go Ahead Eagles, PSV Eindhoven, EVV Eindhoven a NEC Nijmegen. Nastoupil ve 477 ligových utkáních a dal 33 gólů. V letech 1975 a 1976 vyhrál nizozemskou ligu s PSV Eindhoven a v letech 1974 a 1976 vyhrál s PSV Eindhoven nizozemský pohár. Kariéru končil v druhé nizozemské lize v týmu VVV-Venlo. V Poháru mistrů evropských zemí nastoupil v 5 utkáních, v Poháru vítězů pohárů nastoupil v 19 utkáních a v Poháru UEFA nastoupil v 5 utkáních. Za nizozemskou reprezentaci nastoupil v letech 1969–1974 v 8 utkáních a dal 1 gól. Byl členem nizozemské reprezentace na Mistrovství světa ve fotbale 1974, kdy Nizozemí získalo stříbrné medaile za 2. místo, ale v utkání nenastoupil.

## Ligová bilance
| Ročník                    | Zápasy | Góly | Klub            |
| ------------------------- | ------ | ---- | --------------- |
| Eredivisie 1964/65        | 13     | 0    | Go Ahead Eagles |
| Eredivisie 1965/66        | 14     | 4    | Go Ahead Eagles |
| Eredivisie 1966/67        | 33     | 1    | Go Ahead Eagles |
| Eredivisie 1967/68        | 9      | 1    | Go Ahead Eagles |
| Eredivisie 1967/68        | 18     | 4    | PSV Eindhoven   |
| Eredivisie 1968/69        | 34     | 1    | PSV Eindhoven   |
| Eredivisie 1969/70        | 33     | 1    | PSV Eindhoven   |
| Eredivisie 1970/71        | 34     | 3    | PSV Eindhoven   |
| Eredivisie 1971/72        | 34     | 1    | PSV Eindhoven   |
| Eredivisie 1972/73        | 34     | 1    | PSV Eindhoven   |
| Eredivisie 1973/74        | 33     | 0    | PSV Eindhoven   |
| Eredivisie 1974/75        | 30     | 1    | PSV Eindhoven   |
| Eredivisie 1975/76        | 20     | 0    | PSV Eindhoven   |
| Eredivisie 1976/77        | 33     | 7    | EVV Eindhoven   |
| Eerste Divisie 1977/78    | 20     | 2    | EVV Eindhoven   |
| Eredivisie 1978/79        | 31     | 1    | NEC Nijmegen    |
| Eredivisie 1979/80        | 33     | 2    | NEC Nijmegen    |
| Eredivisie 1980/81        | 14     | 1    | NEC Nijmegen    |
| Eredivisie 1981/82        | 27     | 4    | NEC Nijmegen    |
| Eerste Divisie 1982/83    | 26     | 1    | VVV-Venlo       |
| Eerste Divisie 1983/84    | 21     | 0    | VVV-Venlo       |
| CELKEM 1. nizozemská liga | 477    | 33   |                 |